# Факултет по технически науки (Шуменски университет)
Факултетът по технически науки на Шуменския университет е център за подготовка на висококвалифицирани специалисти в областта на техническите науки. Образуван е през 2004 г. Намира се в Корпус 3 на ШУ. Декан на факултета е доц. д-р инж. Христо Атанасов Христов.

## История
Факултетът е учреден с решение на Академичния съвет на ШУ (Протокол № 5 /30 януари 2004 г.). На основание чл. 88 от Закона за висше образование и Протокол № 28 на Акредитационния съвет на НАОА от 8 септември 2005 г. е дадена положителна оценка на Проекта за откриване на Факултет по технически науки към Шуменския университет „Епископ Константин Преславски“. С първата учебна 2006/2007 година са разкрити четири специалности: „Компютърни и информационни системи“, „Радиолокационна техника и технологии“, „Инженерна логистика“ и „Геодезия“.

## Ръководство
- Декан: доц. д-р инж. Христо Атанасов Христов
- Зам.-декан по учебната дейност, оценяване и поддържане качеството на обучението и на академичния състав и кандидатстудентска кампания: доц. д-р Нели Стойчева Димитрова
- Зам.-декан по научноизследователска и художественотворческа дейност, проекти и акредитация: доц. д-р инж. Огнян Момчилов Фетфов
- Главен координатор: Петя Илиева

## Катедри
- Геодезия
- Инженерна логистика
- Комуникационна и компютърна техника
- Управление на системите за сигурност

## Специалности
Специалности публикувани в официалния уебсайт на Шуменския университет (10 юни 2019 г.):
Бакалавърски специалности
- Компютърни технологии за автоматизация на производството
- Комуникационни и информационни системи
- Радиокомуникационна техника и технологии
- Сигналноохранителни системи и сигурност
- Сигналноохранителни системи и технологии
- Геодезия
- Инженерна логистика
- Системи за сигурност

Магистърски програми (след Бакалавър)
- Компютърни технологии за автоматизация на производството – магистърска програма Компютърни технологии за автоматизация на производството
- Комуникационни и информационни системи – магистърска програма Комуникационни и информационни системи
- Радиокомуникационна техника и технологии – магистърска програма Радиокомуникационна техника и технологии
- Радиолокационна техника и технологии – магистърска програма Радиолокация и радионавигация
- Сигналноохранителни системи и технологии – магистърска програма Сигналноохранителни системи и технологии
- Геодезия – магистърска програма Геоматика
- Инженерна логистика – магистърска програма Инженерна логистика
- Системи за сигурност – магистърска програма Административна и организационна сигурност
- Системи за сигурност – магистърска програма Защита на лични данни и класифицирана информация
- Системи за сигурност – магистърска програма Информационна сигурност
- Системи за сигурност – магистърска програма Управление на кризи и реагиране при бедствия

Магистърски програми (след Професионален бакалавър)
- Компютърни технологии за автоматизация на производството – магистърска програма Компютърни технологии за автоматизация на производството
- Комуникационни и информационни системи – магистърска програма Комуникационни и информационни системи
- Радиокомуникационна техника и технологии – магистърска програма Радиокомуникационна техника и технологии
- Радиолокационна техника и технологии – магистърска програма Радиолокация и радионавигация
- Сигналноохранителни системи и технологии – магистърска програма Сигналноохранителни системи и технологии
- Инженерна логистика – магистърска програма Инженерна логистика